# Coppa della Federazione calcistica dell'Asia meridionale
La Coppa della Federazione calcistica dell'Asia meridionale, ufficialmente SAFF Cup (per esteso in inglese: South Asian Football Federation Cup) o SAFF Championship (per esteso: South Asian Football Federation Championship), è una competizione calcistica di cadenza biennale organizzata dalla Federazione calcistica dell'Asia meridionale. Vi partecipano le nazionali dell'Asia meridionale: Afghanistan, Bangladesh, Bhutan, India, Maldive, Nepal, Pakistan e Sri Lanka.

## Storia
La competizione nasce nel 1993 con l'edizione tenuta a Lahore, in Pakistan, idealmente come successore del South Asian Association of Regional Co-operation (SAARC) Gold Cup. Ha carattere biennale e coinvolge tutte le nazionali affiliate alla federazione calcistica dell'asia meridionale.
L'edizione 2001 è stata inizialmente rimandata da ottobre 2001 a gennaio 2002 a causa della sospensione della Federazione calcistica del Bangladesh dalla FIFA, e successivamente è stata cancellata, passando quindi alla 2003.
A partire dal 2005 ha partecipato alla competizione anche l'Afghanistan, nuovo affiliato SAFF, ma ha lasciato la federazione nel 2015 diventando uno dei fondatori della Federazione calcistica dell'Asia centrale.
L'edizione del 2021 è stata rimandata ad ottobre 2021 a causa della Pandemia di COVID-19.

## Albo d'oro
| 1993 Dettagli | Lahore            | India       | n/a                   | Sri Lanka   | Nepal      | n/a   | Pakistan   |
| 1995 Dettagli | Colombo           | Sri Lanka   | 1 - 0                 | India       | Bangladesh | n/a   | Nepal      |
| 1997 Dettagli | Kathmandu         | India       | 5 - 1                 | Maldive     | Pakistan   | 1 - 0 | Sri Lanka  |
| 1999 Dettagli | Margao            | India       | 2 - 0                 | Bangladesh  | Maldive    | 2 - 0 | Nepal      |
| 2003 Dettagli | Dacca             | Bangladesh  | 1 - 1 dts (5 - 3) dcr | Maldive     | India      | 2 - 1 | Pakistan   |
| 2005 Dettagli | Karachi           | India       | 2 - 0                 | Bangladesh  | Maldive    | n/a   | Pakistan   |
| 2008 Dettagli | Maldive Sri Lanka | Maldive     | 1 - 0                 | India       | Sri Lanka  | n/a   | Bhutan     |
| 2009 Dettagli | Bangladesh        | India       | 0 - 0 (3 - 1) dcr     | Maldive     | Bangladesh | n/a   | Sri Lanka  |
| 2011 Dettagli | India             | India       | 4 - 0                 | Afghanistan | Maldive    | n/a   | Nepal      |
| 2013 Dettagli | Nepal             | Afghanistan | 2 - 0                 | India       | Maldive    | n/a   | Nepal      |
| 2015 Dettagli | India             | India       | 2 - 1                 | Afghanistan | Maldive    | n/a   | Sri Lanka  |
| 2018 Dettagli | Bangladesh        | Maldive     | 2 - 1                 | India       | Nepal      | n/a   | Pakistan   |
| 2021 Dettagli | Maldive           | India       | 3 - 0                 | Nepal       | Maldive    | n/a   | Bangladesh |
| 2023 Dettagli | Bangalore         | India       | 1 - 1 dts (5 - 4) dcr | Kuwait      | Bangladesh | n/a   | Libano     |

## Medagliere
| Squadra     | Vittorie | Secondi Posti | Terzi posti | Quarti posti | Totale piazzamenti nei primi 4 posti | Edizioni vinte                                       | Partecipazioni |
| ----------- | -------- | ------------- | ----------- | ------------ | ------------------------------------ | ---------------------------------------------------- | -------------- |
| India       | 9        | 4             | 1           |              | 14                                   | 1993, 1997, 1999, 2005, 2009, 2011, 2015, 2021, 2023 |                |
| Maldive     | 2        | 3             | 6           |              | 11                                   | 2008, 2018                                           |                |
| Bangladesh  | 1        | 2             | 3           | 1            | 7                                    | 2003                                                 |                |
| Afghanistan | 1        | 2             |             |              | 3                                    | 2013                                                 |                |
| Sri Lanka   | 1        | 1             | 1           | 3            | 6                                    | 1995                                                 |                |
| Nepal       |          | 1             | 2           | 4            | 7                                    |                                                      |                |
| Kuwait      |          | 1             |             |              | 1                                    |                                                      |                |
| Pakistan    |          |               | 1           | 4            | 5                                    |                                                      |                |
| Bhutan      |          |               |             | 1            | 1                                    |                                                      |                |
| Libano      |          |               |             | 1            | 1                                    |                                                      |                |

## Partecipazioni
| Squadra                                     | 1993                    | 1995                    | 1997                    | 1999                    | 2003 | 2005 | 2008 | 2009 | 2011 | 2013 | 2015 | 2018                | 2021                | 2023                | Totale |
| ------------------------------------------- | ----------------------- | ----------------------- | ----------------------- | ----------------------- | ---- | ---- | ---- | ---- | ---- | ---- | ---- | ------------------- | ------------------- | ------------------- | ------ |
| Bangladesh                                  | •                       | 3°                      | G                       | 2°                      | 1º   | 2°   | G    | 3°   | G    | G    | G    | G                   | 4º                  | 3°                  | 13     |
| Bhutan                                      | Non affiliato alla SAFF | Non affiliato alla SAFF | Non affiliato alla SAFF | Non affiliato alla SAFF | G    | G    | 4º   | G    | G    | G    | G    | G                   | •                   | G                   | 9      |
| India                                       | 1º                      | 2°                      | 1º                      | 1º                      | 3°   | 1º   | 2°   | 1º   | 1º   | 2°   | 1º   | 2°                  | 1º                  | 1º                  | 14     |
| Maldive                                     | •                       | •                       | 2°                      | 3°                      | 2°   | 3°   | 1º   | 2°   | 3°   | 3°   | 3°   | 1º                  | 3°                  | G                   | 12     |
| Nepal                                       | 3°                      | 4º                      | G                       | 4º                      | G    | G    | G    | G    | 4º   | 4º   | G    | 3°                  | 2°                  | G                   | 14     |
| Pakistan                                    | 4º                      | G                       | 3°                      | G                       | 4º   | 4º   | G    | G    | G    | G    | •    | 4º                  | •                   | G                   | 12     |
| Sri Lanka                                   | 2°                      | 1º                      | 4º                      | G                       | G    | G    | 3°   | 4º   | G    | G    | 4º   | G                   | G                   | •                   | 13     |
| Squadre precedentemente affiliate alla SAFF |                         |                         |                         |                         |      |      |      |      |      |      |      |                     |                     |                     |        |
| Afghanistan                                 | Non affiliato alla SAFF | Non affiliato alla SAFF | Non affiliato alla SAFF | Non affiliato alla SAFF | G    | G    | G    | G    | 2°   | 1º   | 2°   | Affiliato alla CAFA | Affiliato alla CAFA | Affiliato alla CAFA | 7      |
| Nazioni invitate                            |                         |                         |                         |                         |      |      |      |      |      |      |      |                     |                     |                     |        |
| Kuwait                                      | x                       | x                       | x                       | x                       | x    | x    | x    | x    | x    | x    | x    | x                   | x                   | 2°                  | 1      |
| Libano                                      | x                       | x                       | x                       | x                       | x    | x    | x    | x    | x    | x    | x    | x                   | x                   | 4º                  | 1      |

## Paesi ospitanti
| Numero edizioni | Paese      | Anno/i                 |
| --------------- | ---------- | ---------------------- |
| 4               | India      | 1999, 2011, 2015, 2023 |
| 3               | Bangladesh | 2003, 2009, 2018       |
| 2               | Pakistan   | 1993, 2005             |
| 2               | Nepal      | 1997, 2013             |
| 2               | Maldive    | 2008, 2021             |
| 1               | Sri Lanka  | 1995, 2008             |

## Statistiche

### Classifica assoluta dei marcatori
| Posizione | Giocatore       | Gol |
| --------- | --------------- | --- |
| 1         | Ali Ashfaq      | 23  |
| 1         | Sunil Chhetri   | 23  |
| 3         | Baichung Bhutia | 12  |
| 4         | Ibrahim Fazeel  | 10  |
| 4         | Ahmed Thoriq    | 10  |

### Capocannonieri delle singole edizioni
| Anno | Giocatore              | Gol |
| ---- | ---------------------- | --- |
| 1993 | I. M. Vijayan          | 3   |
| 1995 | Mohamed Amanulla       | 3   |
| 1997 | I. M. Vijayan          | 6   |
| 1999 | Naresh Joshi           | 3   |
| 1999 | Baichung Bhutia        | 3   |
| 1999 | Mizanur Rahman Dawn    | 3   |
| 1999 | Mohamed Wildhan        | 3   |
| 2003 | Sarfraz Rasool         | 4   |
| 2005 | Ibrahim Fazeel         | 3   |
| 2005 | Ali Ashfaq             | 3   |
| 2005 | Ahmed Thoriq           | 3   |
| 2008 | Harez Habib            | 4   |
| 2009 | Enamul Haque           | 4   |
| 2009 | Ahmed Thoriq           | 4   |
| 2009 | Channa Ediri Bandanage | 4   |
| 2011 | Sunil Chhetri          | 7   |
| 2013 | Ali Ashfaq             | 10  |
| 2015 | Khaibar Amani          | 4   |
| 2018 | Manvir Singh           | 3   |
| 2021 | Sunil Chhetri          | 5   |
| 2023 | Sunil Chhetri          | 5   |